# 물리광학

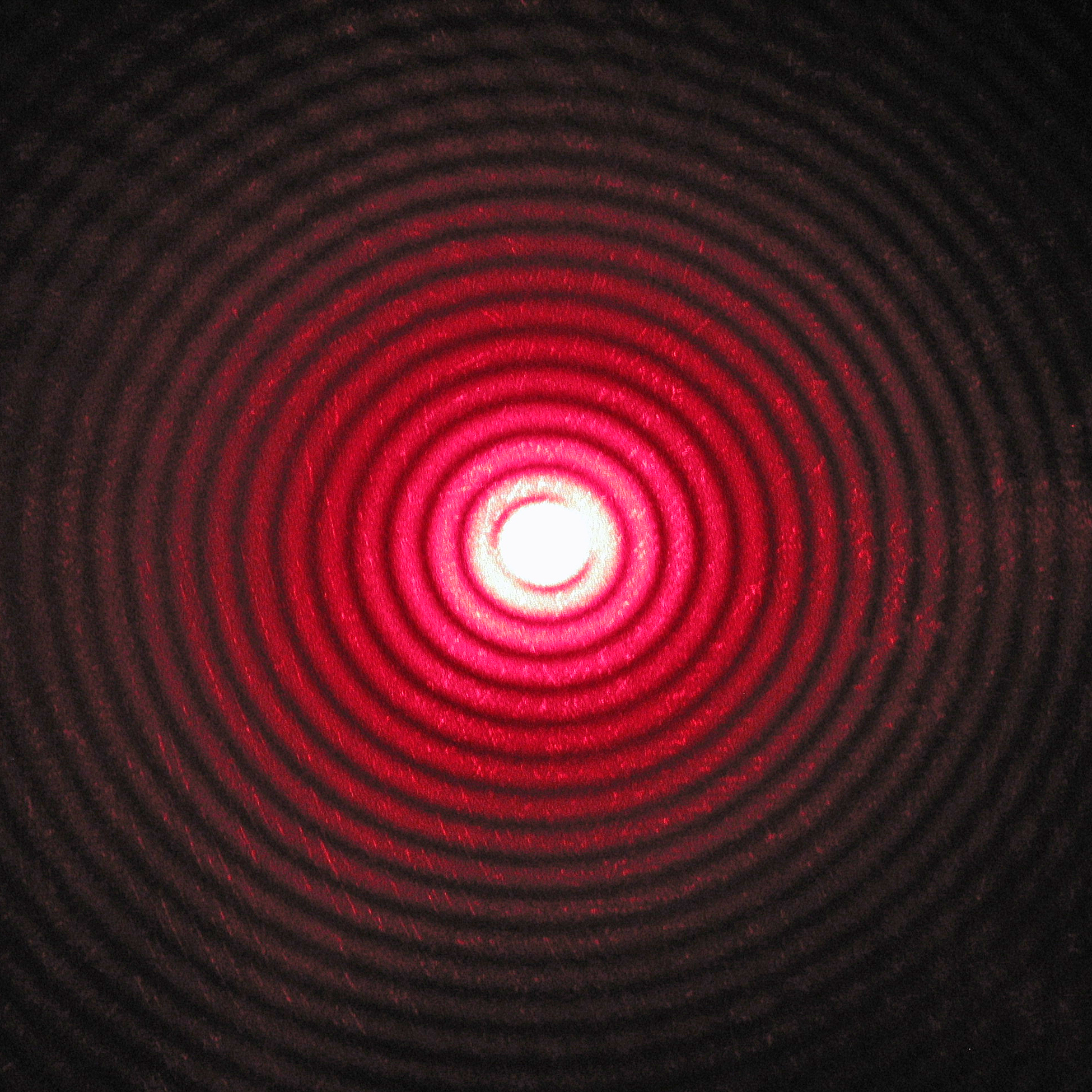
물리광학은 회절 등의 효과를 설명하기 위해 사용된다.

물리광학(物理光學, Physical optics)은 물리학에서 광학의 한 분야이며, 간섭 · 회절 · 편광 등 기하광학의 한 광선 근사가 적용되지 않는 현상을 다룬다. 파동광학(wave optics)이라고도 한다.
기하학적 광학의 광선 근사가 유효하지 않은 간섭, 회절, 편광 및 기타 현상을 연구하는 광학의 한 분야이다. 이 사용법은 일관성 이론의 하위 분기에서 연구되는 광 통신의 양자 노이즈와 같은 효과를 포함하지 않는 경향이 있다.

## 같이 보기
- 원자 분자 광 물리학
- 수치 전자기학